# Thomas Lediard

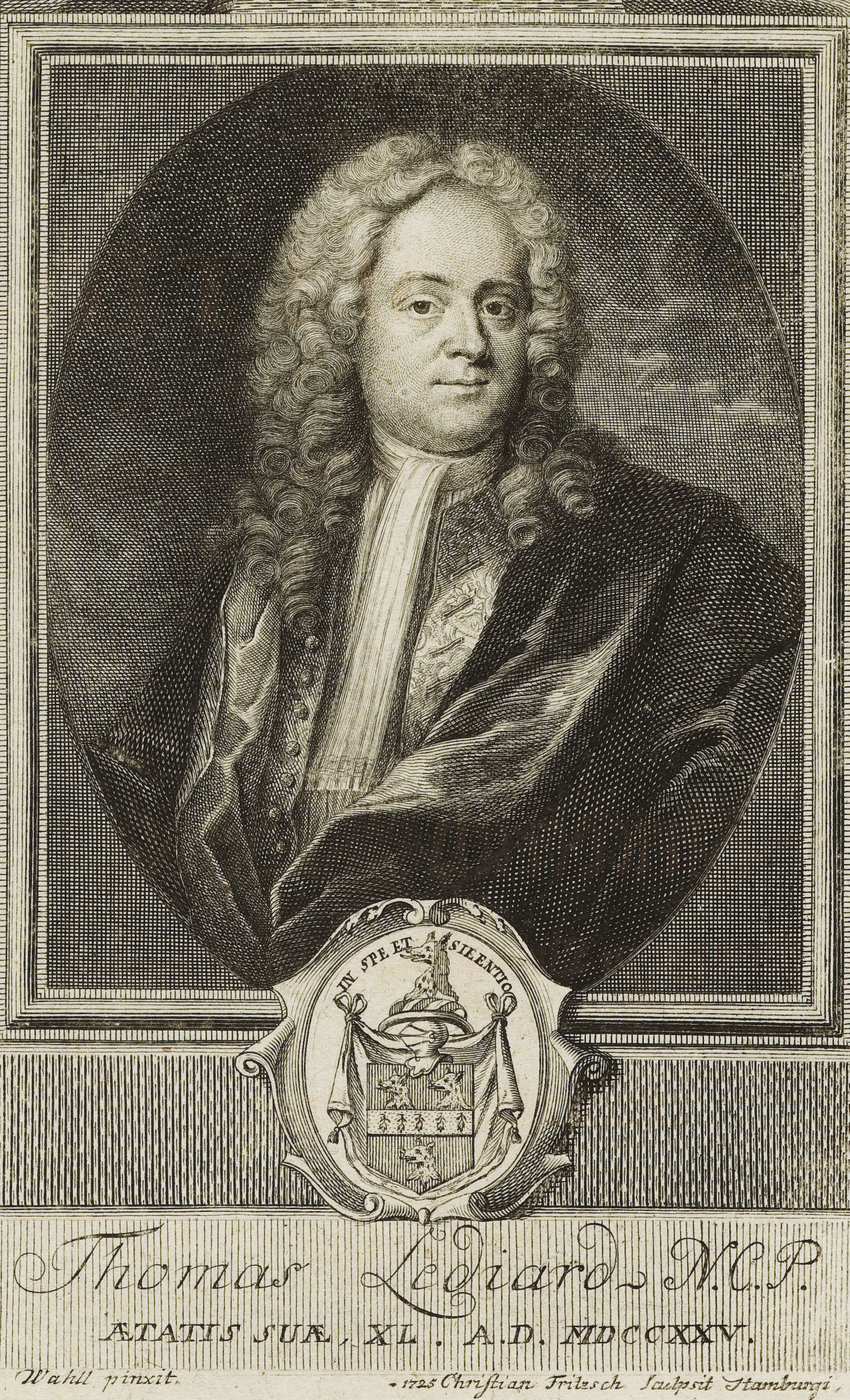
Kupferstich von Christian Fritzsch (1725)

Thomas Lediard (* 1685 in Cirencester in Gloucestershire; † 1743 in London) war ein englischer Schriftsteller und Landvermesser, der als Diplomat in Hamburg tätig war.

## Biografie

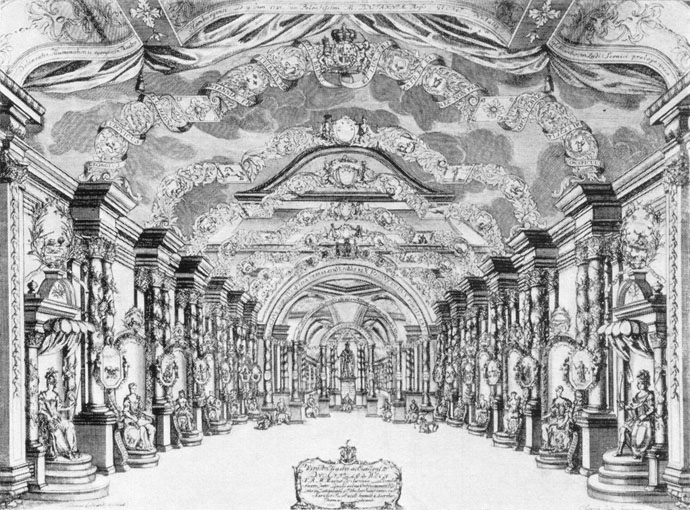
Festdekoration in der Hamburger Oper am Gänsemarkt anlässlich des Geburtstags von Georg I. von Großbritannien 1727. Kupferstich von Thomas Lediard

Lediard war in jungen Jahren im Stab des Oberbefehlshabers der britischen Streitkräfte Sekretär von John Churchill 1. Herzog von Marlborough, und dabei u. a. 1707 bei den Verhandlungen des Herzogs mit König Karl XII. von Schweden.
Seit etwa 1722 befand Lediard sich in Hamburg. Von 1722 bis 1728 betreute er das Dekorationswesen der Oper am Gänsemarkt und nahm am Kulturleben in Hamburg rege teil. Er war zudem als kaiserlicher Notar aktiv tätig. 1723 scheint er auch als Sprachmeister tätig gewesen zu sein; ein englisch-deutsche Grammatik brachte er dabei heraus. Es wird angenommen, dass er ab um 1725 bis kurz vor 1731 als Sekretär des königlich-britischen Gesandten bei den Hansestädten und dem Niedersächsischen Kreis Cyril Wyche in Hamburg tätig war. 1725 wurde ein Kupferstich von ihm  von Johann Salomon Wahl gefertigt. Mehrere dienstliche Reisen als Diplomat und als Notar führten ihn 1726, 1727 und 1729 nach Bremen sowie durch Niedersachsen und Westfalen.
Lediard kehrte kurz vor 1732 nach England zurück und ließ sich am Smith Square im London-Distrikt Westminster nieder. Er widmete sich der Schriftstellerei.
 
Zu seinem aus deutscher Sicht interessanten Werk zählt The German Spy…, welches 1738 noch anonym und 1764 in Lemgo unter dem Titel Der deutsche Kundschafter… erschien. Der amüsante, teils satirische und witzig geprägte Reisebericht aus Norddeutschland stellt u. a. auch die Lebensweise Hanseatischer Familien dar. In einer Rezension zum Buch heißt es 1740: Die Darstellungen seien „mit einigen geheimen Historien und lustigen Liebeshändeln, auch verschiedenen kleinen Satiren untermischt“. Aber: „Alle Nachrichten sind nicht so beschaffen, daß man ihnen völlig trauen kann“ und weiter, dass er „in der Beschreibung so wohl der Städte als der Sitten der Einwohner noch ziemlich richtig und unparteyisch“ sei.
1738 unterbreitete er einen Vorschlag für den Bau der Westminster-Brücke. Er wurde zum Gutachter und Landvermesser der Westminster Bridge ernannt. 1742 übertrug der Distrikt ihm und Sir Joseph Ayloffe die Baukoordination für die Brücke, die auf Grund finanzieller und technischer Probleme erst 1750 eröffnet werden konnte. 1743, wohl krankheitsbedingt (er starb im selben Jahr), gab er diese Aufgabe auf und übertrug sie seinem Sohn Thomas.
Ehrungen
- 1742 wurde Lediard zum Fellow (Mitglied) der Royal Society gewählt.

## Werke
- Grammatica Anglicana Critica, oder Versuch zu einer vollkommen Grammatic der englischen Sprache. Hamburg 1726.
- Der Briten Freude und Glückseligkeit. Hamburg 1927.
- Eine Collection Curieuser Vorstellungen in Illiminationen und Feuerwerken. Hamburg 1730
- The German Spy, in familiar letters from Munster, Paderborn, Osnabrug, Minden, Bremen, Hamburg, Glückstadt, Helgoland, Stade, Lubeck and Rostock, written by a Gentleman on his Travels to his Friends England with a Prefactory Account of these Letters and Notes by Thomas Lediard Esqu. London 1738.
- Der deutsche Kundschafter, in Briefen eines durch Westphalen und Niedersachsen reisenden Engländers., Lemgo 1764.

Digitalisat, Universitätsbibliothek Göttingen
- The Naval History of England in all its branches, from the Norman Conquest ... to the conclusion of 1734. 2 Bände, 1735.
- The Life of John, Duke of Marlborough. 3 Bände, 1736; 2. Auflage, 2 Bände, 1743.
- Etymologische Werke in Nathan Bailey 's Dictionarium Britannicum. 1736. Auf der Titelseite wird er als „Professor für moderne Sprachen in Nieder-Deutschland“ beschrieben.